# Volksbank Dortmund-Nordwest
Die Volksbank Dortmund-Nordwest eG ist eine deutsche Genossenschaftsbank mit Sitz in Dortmund-Mengede.

## Geschichte
Die Volksbank Dortmund-Nordwest eG entstand im Jahr 1994 aus der Fusion der damaligen Volksbank eG zu Dortmund-Mengede und der Volksbank Lütgendortmund eG mit dem Sitz in Lütgendortmund. Die Volksbank in Mengede wurde als Spar- und Darlehnskasse eingetragene Genossenschaft mit beschränkter Haftpflicht zu Dortmund-Mengede am 24. Mai 1913 in Mengede gegründet. Die ehemalige Volksbank Lütgendortmund wurde 1899 gegründet.

### Probleme 2024
Das Institut gab im Juli 2024 bekannt, dass es einen Betrag in dreistelliger Millionenhöhe aus dem Stützungsfonds der Genossenschaftsbanken benötige wegen Problemen bei Immobilienfinanzierungen.

## Geschäftsausrichtung
Die Volksbank Dortmund-Nordwest betreibt das Universalbankgeschäft und betreut Privat- und Firmenkunden. Im Verbundgeschäft arbeitet sie mit der DZ Bank, R+V Versicherung, Bausparkasse Schwäbisch Hall, Teambank, VR Smart Finanz, DZ Hyp und der Union Investment zusammen.

## Geschäftsgebiet
Das Geschäftsgebiet liegt im Nordwesten von Dortmund.
An diesen Orten betreibt die Bank Filialen:
- Mengede (Hauptstelle, jur. Sitz)
- Huckarde (Geschäftsstelle)
- Lütgendortmund (Geschäftsstelle)

## Sicherungseinrichtung
Die Volksbank Dortmund-Nordwest ist der amtlich anerkannten Sicherungseinrichtung des Bundesverbandes der Deutschen Volksbanken und Raiffeisenbanken und der zusätzlichen freiwilligen Sicherungseinrichtung des Bundesverbandes der Deutschen Volksbanken und Raiffeisenbanken angeschlossen.